# Gare de Champigny-sur-Yonne
La gare de Champigny-sur-Yonne est une gare ferroviaire française de la ligne de Paris-Lyon à Marseille-Saint-Charles, située sur le territoire de la commune de Champigny, dans le département de l'Yonne, en région Bourgogne-Franche-Comté.
C'est une halte ferroviaire de la Société nationale des chemins de fer français (SNCF), desservie par des trains TER Bourgogne-Franche-Comté.

## Situation ferroviaire
Édifiée à 60 mètres d'altitude, la gare de Champigny-sur-Yonne est située au point kilométrique (PK) 94,023 de la ligne de Paris-Lyon à Marseille-Saint-Charles, entre les gares de Villeneuve-la-Guyard et de Pont-sur-Yonne.

## Histoire
Lors de l'ouverture de la section de Paris à Tonnerre de la ligne de Paris à Lyon, le 12 août 1849, il n'y a pas de station à Champigny ; il faudra attendre 1867 pour voir sa création[réf. nécessaire].
Le 17 septembre 1871, vers 8 h 30, un train omnibus mixte marchandises-voyageurs Marseille-Paris déraille entre Champigny-sur-Yonne et Pont-sur-Yonne. L'accident est dû à une rupture d'essieu sur un wagon chargé de fonte intercalé entre les voitures de voyageurs. Il fait 11 morts et de nombreux blessés.

## Service des voyageurs

### Accueil
Halte SNCF, c'est un point d'arrêt non géré (PANG) à entrée libre. Elle est équipée d'un distributeur automatique de billets TER.

### Desserte
Champigny-sur-Yonne est desservie par des trains TER Bourgogne-Franche-Comté qui effectuent des missions entre les gares d'Auxerre-Saint-Gervais et de Villeneuve-la-Guyard, ainsi qu'entre les gares de Laroche - Migennes et de Paris-Lyon.

### Intermodalité
Un parc pour les vélos et un parking pour les véhicules sont disponibles.